# Opere di Luciano di Samosata

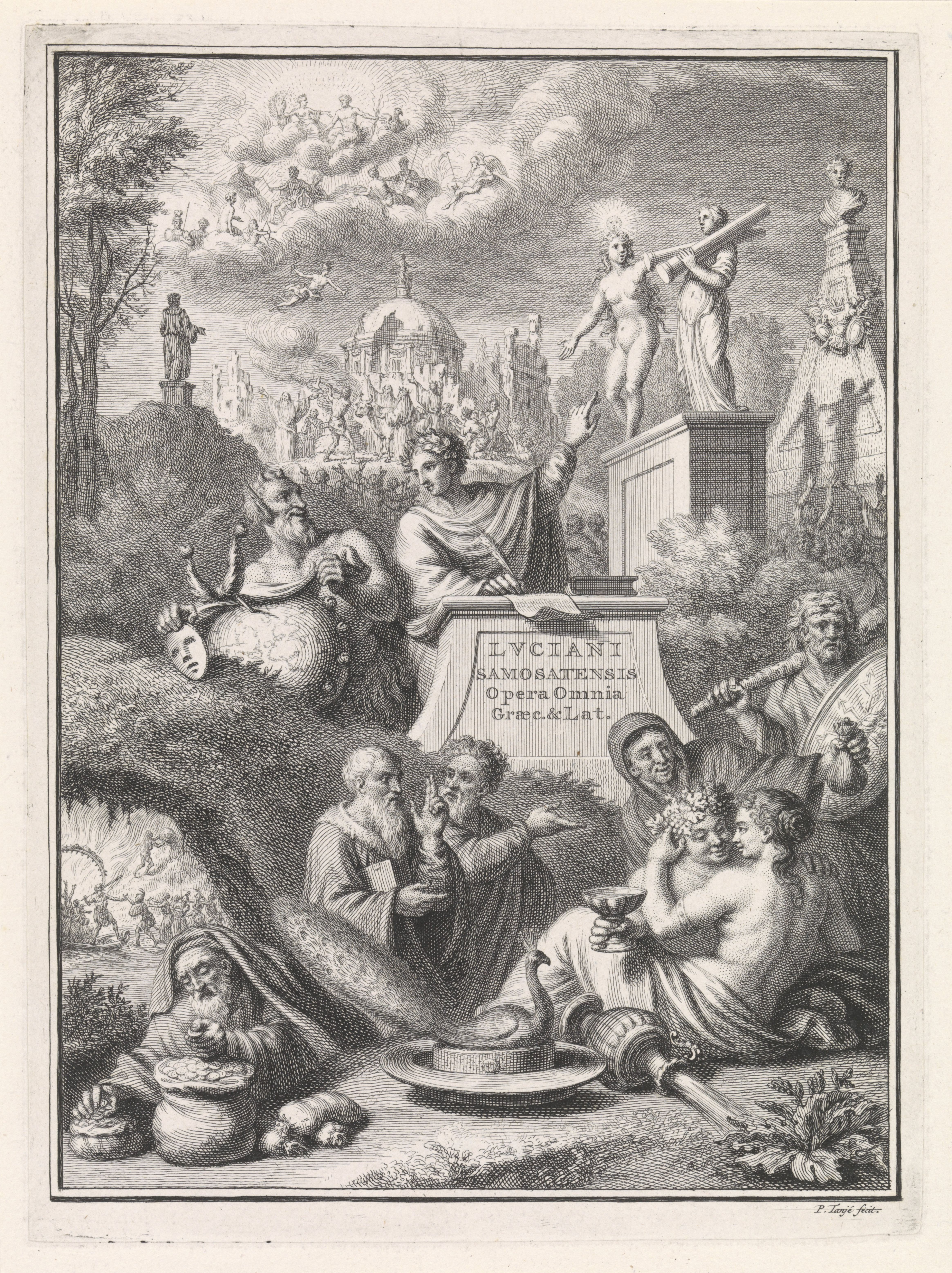
Luciano di Samosata, Opera, Amsterdam, Jacobus Wetstein, 1743.

Elenco delle opere di Luciano di Samosata.

## Caratteristiche
Sotto il nome di Luciano sono state tramandate più di 80 opere letterarie, contenute in un totale di 182 manoscritti di età bizantina, riconducibili a due grandi famiglie (indicate rispettivamente come "recensione β" e "recensione γ", le quali seguono un ordinamento differente). Tuttavia, dall'Umanesimo in poi ci si rese conto che non tutti gli scritti fossero di Luciano, e la filologia classica da allora si è esercitata nel tentare di stabilire l'autenticità di quelli dubbi.
In linea di massima, oltre ad opere sicuramente posteriori (come opere retoriche del III o IV secolo poi confluite nel corpus, o imitazioni dello stile lucianeo), ne figurano anche altre coeve a Luciano, ma la cui attribuzione è stata quasi sempre contestata (quali ad esempio Gli amori o Lucio o l'asino). Viceversa, vi è anche un certo numero di opere un tempo ritenute spurie ma attribuite a Luciano dalla seconda metà del XX secolo in poi.

## Elenco
L'ordine predefinito nella tabella segue quello dei manoscritti della recensione β, ma essa è ordinabile anche in base agli altri parametri.
| N. | N. | Titolo greco                                   | Titolo latino                          | Titolo italiano                                     | Contenuto | Autenticità                                                                            |
| -- | -- | ---------------------------------------------- | -------------------------------------- | --------------------------------------------------- | --- | -------------------------------------------------------------------------------------- |
| 1  | 32 | Περὶ τοῦ ἐνυπνίου ἤτοι Βίος Λουκιανοῦ          | Somnium seu Vita Luciani               | Il sogno o la vita di Luciano                       | Declamazione in cui Luciano racconta come una visione avuta in sogno da ragazzo lo condusse ad abbandonare l'attività di scultore, cui l'avevano destinato i genitori, per consacrarsi alla letteratura. | Autentico                                                                              |
| 2  | 71 | Πρὸς τὸν εἰπόντα Προμηθεὺς εἶ ἐν λόγοις        | Prometheus es in Verbis                | A chi gli diceva: «Tu sei un Prometeo nella parola» | Difesa del proprio stile letterario. | Autentico                                                                              |
| 3  | 8  | Νιγρίνος ἢ περὶ φιλοσόφου ἤθους                | Nigrinus                               | Nigrino                                             | Dialogo in cui Luciano riferisce a un amico l'incontro avuto a Roma con il filosofo medioplatonico Nigrino, il quale espone una forte critica sullo stile di vita cui un sapiente è costretto nell'Urbe. | Autentico                                                                              |
| 4  | 16 | Δίκη συμφώνων (o Δίκη φωνηέντων)               | Lis consonantium (o Iudicium vocalium) | Il giudizio delle vocali                            | Scritto in cui la consonante sigma, dinnanzi al tribunale delle sette vocali, accusa il tau di usurpare il suo posto: riferimento agli eccessi iper-atticisti dell'epoca, rei di portare all'estremo tale fenomeno linguistico tipico del dialetto attico. | Ritenuto un tempo spurio e oggi autentico                                              |
| 5  | 25 | Τίμων ἢ μισάνθρωπος                            | Timon seu misanthropos                 | Timone o il misantropo                              | Dialogo incentrato sul misantropo Timone d'Atene, poi ripreso nell'omonimo dramma da William Shakespeare. | Autentico                                                                              |
| 6  | 72 | Αλκυών ή περί μεταμορφώσεως                    | Halcyon seu de transformatione         | Alcione o delle metamorfosi                         | Dialogo in cui Socrate riferisce a Cherefonte il mito di Alcione e altre metamorfosi. | Spurio (IV-III secolo a.C., forse del filosofo accademico Leone)                       |
| 7  | 23 | Προμηθεύς                                      | Prometheus sive Caucasus               | Prometeo o il Caucaso                               | Dialogo in cui Prometeo, condannato da Zeus ad essere incatenato sul Caucaso, espone a Ermes ed Efesto le ragioni del suo agire. | Autentico                                                                              |
| 8  | 79 | Θεῶν διάλογοι                                  | Dialogi deorum                         | Dialoghi degli dei                                  | Brevi dialoghi (25) che satirizzano la concezione tradizionale sulle divinità greche ereditata da Omero. | Autentici                                                                              |
| 9  | 78 | Ἐνάλιοι διάλογοι                               | Dialogi marini                         | Dialoghi marini                                     | Brevi dialoghi (15), simili ai precedenti, con protagonisti divinità marine. | Autentici                                                                              |
| 10 | 77 | Νεκρικοὶ διάλογοι                              | Dialogi mortuorum                      | Dialoghi dei morti                                  | Brevi dialoghi (30), ambientati nell'aldilà; in molti il protagonista è Menippo. Tra le più famose opere di Luciano, ampiamente imitati in seguito. | Autentici                                                                              |
| 11 | 38 | Μένιππος ἢ Νεκυομαντεία                        | Menippus seu Necyomantia               | Menippo o la negromanzia                            | Dialogo in cui Menippo riferisce a un amico il suo viaggio nell'Ade. | Autentico                                                                              |
| 12 | 26 | Χάρων ἢ Ἐπισκοποῦντες                          | Charon sive Contemplantes              | Caronte o i contemplatori                           | Dialogo tra Caronte, traghettatore dell'Ade, e il dio Ermes, che osservano il mondo e le sue vanità. | Autentico                                                                              |
| 13 | 30 | Περὶ θυσιῶν                                    | De sacrificiis                         | Sui sacrifici                                       | Diatriba cinica contro i sacrifici. | Autentico                                                                              |
| 14 | 27 | Βίων πράσις                                    | Vitarum auctio                         | Vendita di vite all'incanto                         | Dialogo satirico in cui Ermes, per ordine di Zeus, mette all'asta le vite degli illustri filosofi defunti. | Autentico                                                                              |
| 15 | 28 | Ἁλιεύς ἢ Ἀναβιοῦντες                           | Piscator seu Revivescentes             | Il pescatore o i redivivi                           | Dialogo satirico, seguito del precedente, in cui i filosofi del passato rivivono e si scagliano contro Parresiade credendo che con le sue opere faccia loro un cattivo servizio. Nel corso del processo celebrato in Atene dinnanzi alla Filosofia, però, l'imputato - ossia Luciano - spiega come le sue satire siano dirette verso i falsi filosofi che macchiano il nome della professione. | Autentico                                                                              |
| 16 | 19 | Κατάπλους ή τύραννος                           | Cataplus seu Tyrannus                  | Il tragitto o il tiranno                            | Dialogo ambientato nell'Ade: un gruppo di morti è trasportato sulla barca di Caronte. Tra i defunti, il filosofo cinico Cinisco e il povero calzolaio Micillo sopportano la nuova condizione, mentre al loro opposto il tiranno Megapente non vuole rassegnarsi. | Autentico                                                                              |
| 17 | 36 | Περὶ τῶν ἐπὶ μισθῷ συνόντων                    | De mercede conductis                   | Sui precettori salariati                            | Lettera a Timocle in cui Luciano traccia una satira degli intellettuali greci che per un compenso accettano di mettersi al servizio dei ricchi romani. | Autentico                                                                              |
| 18 | 65 | Ἀπολογία                                       | Apologia                               | Apologia                                            | Lettera a Sabino in cui Luciano difende lo scritto precedente e giustifica la sua condotta da eventuali accuse di incoerenza. | Autentico                                                                              |
| 19 | 64 | Ὑπὲρ τοῦ ἐν τῇ προσαγορεύσει πταίσματος        | Pro lapsu inter salutandum             | Uno sbaglio durante un saluto                       | Scritto in cui Luciano analizza un lapsus incorsogli salutando un potente. | Autentico                                                                              |
| 20 | 70 | Ερμότιμος ή Περί αιρέσεων                      | Hermotimus seu de sectis               | Ermotimo o le scuole filosofiche                    | Il più lungo scritto di Luciano: dialogo filosofico, modellato su quelli platonici, tra Licino e l'anziano filosofo stoico Ermotimo. | Autentico                                                                              |
| 21 | 62 | Ἡρόδοτος ἢ Ἀετίων                              | Herodotus sive Aetion                  | Erodoto o Aezione                                   | Prologo con un resoconto di come sia lo storico Erodoto sia il pittore Aezione abbiano divulgato le rispettive opere ai Giochi olimpici. Contiene la descrizione del dipinto di Aezione raffigurante le nozze di Alessandro Magno e Rossane. | Autentico                                                                              |
| 22 | 63 | Ζεύξις ἢ Ἀντίοχος                              | Zeuxis sive Antiochus                  | Zeusi o Antioco                                     | Prologo con due aneddoti, riguardanti rispettivamente il pittore Zeusi e il re seleucide Antioco I. Contiene la descrizione di un quadro di Zeusi raffigurante una famiglia di centauri. | Autentico                                                                              |
| 23 | 66 | Ἁρμονίδης                                      | Harmonides                             | Armonide                                            | Prologo con un aneddoto sul flautista Armonide. | Autentico                                                                              |
| 24 | 68 | Σκύθης ἢ Πρόξενος                              | Scytha sive Hospes                     | Lo scita o l'ospite                                 | Prologo in cui Luciano immagina l'arrivo ad Atene dello scita Anacarsi, al quale il compatriota Tossari raccomanda di fare la conoscenza di Solone, che diverrà suo prosseno. | Autentico                                                                              |
| 25 | 59 | Πῶς δεῖ ἱστορίαν συγγράφειν                    | Quomodo Historia conscribenda          | Come si deve scrivere la Storia                     | Breve trattato sulla storiografia. Luciano si dimostra critico degli storici suoi contemporanei. | Autentico                                                                              |
| 26 | 13 | Ἀληθὴς ἱστορία (o Ἀληθὴ διηγήματα) - Α'        | Verae historiae I                      | Storia vera I                                       | Opera narrativa in due libri: si tratta di un viaggio fantastico, parodia della narrativa contemporanea. Tra le opere più celebri di Luciano. | Autentico                                                                              |
| 27 | 14 | Ἀληθὴς ἱστορία (o Ἀληθὴ διηγήματα) - Β'        | Verae historiae II                     | Storia vera II                                      | Seconda parte del precedente. | Autentico                                                                              |
| 28 | 53 | Τυραννοκτόνος                                  | Tyrannicida                            | Il tirannicida                                      | Declamazione su un caso giudiziario fittizio, tipica della Seconda sofistica. | Autentico                                                                              |
| 29 | 54 | Ἀποκηρυττόμενος                                | Abdicatus                              | Diseredato                                          | Declamazione fittizia, analoga alla precedente. | Dubbio (forse di Libanio; nel qual caso, IV secolo)                                    |
| 30 | 1  | Φάλαρις Α                                      | Phalaris I                             | Falaride I                                          | Declamazione fittizia: una difesa paradossale di Falaride, tiranno agrigentino del VI secolo a.C., noto per il suo toro bronzeo. | Autentico                                                                              |
| 31 | 2  | Φάλαρις Β                                      | Phalaris II                            | Falaride II                                         | Declamazione fittizia, analoga alla precedente. | Autentico                                                                              |
| 32 | 42 | Ἀλέξανδρος ἢ Ψευδόμαντις                       | Alexander seu Pseudomantis             | Alessandro o il falso profeta                       | Lettera all'amico Celso, in cui Luciano traccia una biografia "al negativo" di Alessandro di Abonutico, un truffatore e falso profeta. | Autentico                                                                              |
| 33 | 45 | Περὶ ὀρχήσεως                                  | De saltatione                          | La danza                                            | Dialogo tra Licino e Cratone, in cui il primo espone al secondo una lunga difesa della danza (ossia del contemporaneo spettacolo della pantomima). | Autentico                                                                              |
| 34 | 46 | Λεξιφάνης                                      | Lexiphanes                             | Lessifane                                           | Dialogo tra Licino e Lessifane: quest'ultimo gli legge parte di un suo "anti-Simposio", infarcito di forme iper-atticizzanti, pertanto Licino si rivolge al medico Sopoli per far "purgare" l'amico da questi eccessi. | Autentico                                                                              |
| 35 | 47 | Εὐνοῦχος                                       | Eunuchus                               | L'eunuco                                            | Dialogo in cui Licino riferisce a Panfilo un alterco scoppiato tra due filosofi per aggiudicarsi la cattedra pubblica (con relativo stipendio annuo di 10 000 dracme) istituita ad Atene per volere dell'imperatore Marco Aurelio. | Autentico                                                                              |
| 36 | 48 | Περὶ τῆς Ἀστρολογίας                           | De astrologia                          | L'astrologia                                        | Composto in dialetto ionico, è un saggio sull'astrologia. | Ritenuto un tempo spurio e oggi autentico                                              |
| 37 | 9  | Δημώνακτος βίος                                | Demonax                                | Vita di Demonatte                                   | Biografia (che si risolve in realtà in una raccolta di aneddoti) del filosofo cinico Demonatte, che Luciano aveva conosciuto e apprezzato ad Atene. | Autentico                                                                              |
| 38 | 49 | Ἔρωτες                                         | Amores                                 | Gli amori                                           | Dialogo in cui Licino riferisce a Teomnesto una conversazione tenutasi nel tempio di Afrodite a Cnido tra Caricle di Corinto e Callicratide di Atene: il primo sostiene l'eterosessualità e il secondo l'amore paidico. | Spurio (II-III secolo)                                                                 |
| 39 | 43 | Εἰκόνες                                        | Imagines                               | Immagini                                            | Dialogo tra Licino e Polistrato, che si traduce in un elogio di Pantea, amante dell'imperatore Lucio Vero. I critici hanno dubitato sulla sincerità di Luciano. | Autentico                                                                              |
| 40 | 50 | Ὑπὲρ τῶν Εἰκόνων                               | Pro Imaginibus                         | Difesa delle "Immagini"                             | Dialogo tra Licino e Polistrato; Pantea ha accusato l'autore di averla eccessivamente lodata scadendo nell'adulazione, ma Luciano difende lo scritto precedente. | Autentico                                                                              |
| 41 | 57 | Τόξαρις ἢ Φιλία                                | Toxaris sive Amicitia                  | Tossari o l'amicizia                                | Dialogo tra lo scita Tossari e il greco Mnesippo, ispirato al culto scitico di Oreste e Pilade e vertente sull'amicizia. | Autentico                                                                              |
| 42 | 39 | Λούκιος ἢ Ὄνος                                 | Lucius sive Asinus                     | Lucio o l'asino                                     | Breve racconto (tanto che si è pensato a un'epitome) su un uomo trasformato in asino. La medesima storia, forse proveniente dalle perdute Metamorfosi di Lucio di Patre, è per noi leggibile più distesamente nell'Asino d'oro del latino Apuleio. | Spurio (II secolo)                                                                     |
| 43 | 20 | Ζεὺς ἐλεγχόμενος                               | Iuppiter confutatus                    | Zeus confutato                                      | Dialogo tra il filosofo cinico Cinisco e Zeus sulle contraddizioni tra la provvidenza divina e l'irresistibile necessità del fato. | Autentico                                                                              |
| 44 | 21 | Ζεὺς τραγωδός                                  | Iuppiter tragoedus                     | Zeus tragedo                                        | Dialogo tra gli dèi dell'Olimpo, analogo al precedente: Zeus è estremamente preoccupato (al punto da parlare in versi tragici) dopo aver assistito alla contesa in Atene tra l'epicureo Damide e lo stoico Timocle, rispettivamente negatore e sostenitore dell'esistenza di una provvidenza divina. Dopo aver tenuto un'inconcludente assemblea, gli dèi assistono alla conclusione della disputa, in cui ha la meglio Damide.                                                                                        | Autentico                                                                              |
| 45 | 22 | Ὄνειρος ἢ Ἀλεκτρυών                            | Somnium seu Gallus                     | Il sogno o il gallo                                 | Dialogo tra il povero calzolaio Micillo, adirato con un gallo reo di averlo svegliato da un sogno in cui credeva di essere ricco, e il gallo stesso, in grado di parlare in quanto reincarnazione di Pitagora. Il pennuto dona a Micillo il potere dell'invisibilità così da potergli mostrare la vita privata dei ricchi e dimostrare che la povertà è preferibile alla ricchezza. | Autentico                                                                              |
| 46 | 24 | Ἰκαρομένιππος ἢ Ὑπερνέφελος                    | Icaromenippus sive Hypernephelus       | Icaromenippo                                        | Dialogo in cui Menippo riferisce a un amico di essersi fabbricato delle ali, come Icaro, per volare sulla Luna e poi sull'Olimpo. | Autentico                                                                              |
| 47 | 29 | Δὶς κατηγορούμενος                             | Bis accusatus                          | La doppia accusa                                    | Dialogo tra gli dèi dell'Olimpo: per volere di Zeus, Ermes e Dike istituiscono vari processi ad Atene, tra cui uno contro "il Siro", accusato sia dalla Retorica (per averla abbandonata) sia dal Dialogo (per averlo reso comico). Tuttavia l'imputato - ossia Luciano - riesce a difendersi con successo da entrambe le accuse. | Autentico                                                                              |
| 48 | 33 | Περὶ παρασίτου, ὅτι τέχνη ἡ παρασιτική         | De parasito                            | Il parassita o la parassitica è un'arte             | Dialogo tra Tichiade e il parassito Simone, che si traduce in un encomio paradossale della parassitica, definita non solo un'arte, ma la più alta tra le arti. | Ritenuto un tempo spurio e oggi autentico                                              |
| 49 | 37 | Ἀνάχαρσις ἢ Περὶ γυμνασίων                     | Anacharsis seu De gymnasiis            | Anacarsi o la ginnastica                            | Dialogo, presso il ginnasio di Apollo Liceo, tra lo scita Anacarsi e l'ateniese Solone, in cui quest'ultimo esalta l'attività atletica. | Autentico                                                                              |
| 50 | 40 | Περὶ πένθους                                   | De luctu                               | Sui funerali                                        | Diatriba cinica contro le più eccessive manifestazioni dei riti funebri dell'epoca. | Autentico                                                                              |
| 51 | 41 | Ῥητόρων διδάσκαλος                             | Rhetorum praeceptor                    | Il maestro di retorica                              | Satira contro il genere di retorica praticata dai sofisti contemporanei alla vecchiaia di Luciano, osteggiata dall'autore. | Autentico                                                                              |
| 52 | 34 | Φιλοψευδεῖς ἢ Απιστών                          | Philopseudes sive Incredulus           | Gli amanti della menzogna                           | Dialogo in cui Tichiade riferisce a Filocle una conversazione avuta in casa del ricco Eucrate, in cui i presenti si sono intrattenuti a rievocare vari fenomeni soprannaturali loro accaduti, con incredulità di Tichiade. | Autentico                                                                              |
| 53 | 3  | Ἱππίας ἢ Βαλανεῖον                             | Hippias seu Balneum                    | Ippia o il bagno                                    | Descrizione di un edificio termale progettato da un tale Ippia. | Spurio (II secolo)                                                                     |
| 54 | 4  | Διόνυσος                                       | Bacchus                                | Dioniso                                             | Prologo (nei codici è detto προλαλιά) a una declamazione. Luciano descrive la spedizione di Dioniso in India. | Autentico                                                                              |
| 55 | 5  | Ἡρακλῆς                                        | Hercules                               | Ercole                                              | Prologo (nei codici è detto προλαλιά) a una declamazione. Luciano descrive un quadro, da lui visto in Gallia, raffigurante il dio Ogmios (identificato con Eracle). | Autentico                                                                              |
| 56 | 6  | Περὶ τοῦ ἠλέκτρου ἢ τῶν κύκνων                 | De electro seu cycnis                  | L'ambra o i cigni                                   | Prologo in cui Luciano rievoca la sua visita al fiume Eridano (ossia il Po) e il suo disappunto nel non avervi trovato, come si sarebbe aspettato dal mito di Fetonte, né ambra né cigni. | Autentico                                                                              |
| 57 | 7  | Μυίας ἐγκώμιον                                 | Muscae encomium                        | Encomio della mosca                                 | Encomio paradossale della mosca. | Autentico                                                                              |
| 58 | 31 | Πρὸς τὸν ἀπαίδευτον καὶ πολλὰ βιβλία ὠνούμενον | Adversus indoctum                      | Contro un ignorante che comprava molti libri        | Invettiva personale contro un conterraneo di Luciano, avido compratore di libri e al contempo ignorante. | Autentico                                                                              |
| 59 | 15 | Περὶ τοῦ μὴ ῥαδίως πιστεύειν διαβολῇ           | Calumniae non temere credendum         | Del non credere facilmente alla calunnia            | Saggio polemico contro la calunnia e chi vi crede troppo facilmente. Contiene la descrizione dell'omonimo dipinto di Apelle che in seguito fu ripresa da altri artisti, tra cui Sandro Botticelli. | Autentico                                                                              |
| 60 | 51 | Ψευδολογιστής ή Περί της αποφράδος             | Pseudologista seu De apophrade         | Il falso critico                                    | Invettiva personale contro un personaggio che, per ignoranza, aveva deriso un sostantivo adoperato da Luciano. | Autentico                                                                              |
| 61 | 10 | Περὶ τοῦ οἴκου                                 | De domo                                | Della casa                                          | Prologo con descrizione della sala affrescata in cui si terrà la declamazione stessa. | Autentico                                                                              |
| 62 | 12 | Μακρόβιοι                                      | Longaevii seu Macrobii                 | I longevi                                           | Catalogo di re, oratori e filosofi vissuti oltre ottant'anni. | Spurio (212-213)                                                                       |
| 63 | 11 | Πατρίδος ἐγκώμιον                              | Patriae encomium                       | Encomio della patria                                | Discorso convenzionale in lode del patriottismo. | Spurio (II-III secolo)                                                                 |
| 64 | 60 | Περὶ τῶν διψάδων                               | De dipsadibus                          | Le dipsadi                                          | Prologo con descrizione della "dipsade" o "serpente della sete". | Autentico                                                                              |
| 65 | 67 | Διάλογος πρὸς Ἡσίοδον                          | Dissertatio cum Hesiodo                | Conversazione con Esiodo                            | Dialogo tra Licino e l'antico poeta Esiodo, di cui si smentiscono i proclami profetici. | Autentico                                                                              |
| 66 | 73 | Πλοῖον ἢ Εὐχαί                                 | Navigium seu Vota                      | La nave o I desideri                                | Dialogo tra quattro amici ad Atene. La vista di una nave granaria diretta dall'Egitto in Italia causa una discussione tra i quattro sui rispettivi desideri: Adimanto vorrebbe che la nave fosse piena d'oro e poter vivere una vita di lussi; Samippo vorrebbe essere un re conquistatore del mondo; Timolao vorrebbe poteri magici, inclusa l'invisibilità. Dopo averli ascoltati, Licino dice di essere contento del privilegio di poter ridere degli altri tre, specialmente quando pretendono di essere filosofi. | Autentico                                                                              |
| 67 | 80 | Ἑταιρικοὶ διάλογοι                             | Dialogi meretricii                     | Dialoghi delle cortigiane                           | Brevi dialoghi (15), a tratti licenziosi, tra varie etère. Lo stile è influenzato dalla Commedia nuova e da compositori di mimiambi come Eronda. | Autentici                                                                              |
| 68 | 55 | Περὶ τῆς Περεγρίνου τελευτῆς                   | De morte Peregrini                     | La morte di Peregrino                               | Lettera all'amico Cronio in cui Luciano espone la sua testimonianza polemica sulla morte del filosofo cinico Peregrino Proteo, che si era platealmente suicidato gettandosi su una pira durante i Giochi olimpici del 165. | Autentico                                                                              |
| 69 | 56 | Δραπέται                                       | Fugitivi                               | I fuggitivi                                         | Dialogo tra gli dèi dell'Olimpo che si traduce in una satira contro i filosofi cinici contemporanei a Luciano, i quali lo avevano forse attaccato per il suo scritto critico verso il suicidio del loro compagno Peregrino Proteo. | Autentico                                                                              |
| 70 | 61 | Τὰ πρὸς Κρόνον                                 | Saturnalia                             | I saturnali                                         | Tre brevi scritti, accomunati dalla figura di Crono (a Roma identificato in Saturno) e dalla festività dei Saturnali. | Autentico                                                                              |
| 71 | 17 | Συμπόσιον ἢ Λαπίθαι                            | Convivium seu Lapithae                 | Il simposio o i lapiti                              | Dialogo in cui Licino riferisce a Filone un simposio tra filosofi tenutosi durante un banchetto di nozze e degenerato in violenta rissa. | Autentico                                                                              |
| 72 | 44 | Περὶ τῆς Συρίης Θεοῦ                           | De dea Syria                           | La dea Siria                                        | Composto nel dialetto ionico delle Storie di Erodoto, è una dettagliata descrizione del culto della dea Atargatis presso la città siriaca di Ierapoli Bambice. | Ritenuto un tempo spurio e oggi autentico                                              |
| 73 | 58 | Δημοσθένους ἐγκώμιον                           | Demosthenis encomium                   | Encomio di Demostene                                | Dialogo tra Licino e il poeta Tersagora, che si traduce in un elogio di Demostene. | Spurio                                                                                 |
| 74 | 52 | Θεῶν εκκλησία                                  | Deorum Concilium                       | L'assemblea degli dèi                               | Dialogo tra gli dèi dell'Olimpo. Zeus indice un'assemblea, il cui unico punto all'ordine del giorno è il dibattito sullo status delle varie divinità presenti. Momo, dio del biasimo, dichiara che ormai allo stesso rango degli dèi greci sono stati ammessi, a suo avviso ingiustamente, troppi semidei (come Dioniso) e anche stranieri (come gli dèi egizi). | Autentico                                                                              |
| 75 | 76 | Κυνικός                                        | Cynicus                                | Il cinico                                           | Dialogo tra Licino e il filosofo cinico Cinisco. | Spurio (IV secolo)                                                                     |
| 76 | 18 | Ψευδοσοφιστής ἢ Σολοικιστής                    | Pseudosophista seu Soloecista          | Solecista                                           | Dialogo tra Luciano e un finto sapiente che non è in grado di individuare vari solecismi appositamente pronunciati dal suo interlocutore. | Spurio                                                                                 |
| 77 | 82 | Φιλόπατρις ἢ Διδασκόμενος                      | Philopatris                            | Filopatride                                         | Dialogo tra Triefonte, Crizia e Cleolao sul patriottismo. Imitazione bizantina (le allusioni all'imperatore impegnato in guerra si riferirebbero a Niceforo II Foca) infiltratasi nel corpus in codici recenti. | Spurio (X secolo)                                                                      |
| 78 | 83 | Χαρίδημος ἢ Περὶ Κάλλους                       | Charidemus                             | Caridemo                                            | Dialogo in cui Caridemo riferisce ad Ermippo una conversazione da lui avuta sulla bellezza. | Spurio                                                                                 |
| 79 | 84 | Νέρων                                          | Nero                                   | Nerone                                              | Dialogo tra il filosofo Musonio, confinato a Lemno per volere di Nerone, e Menecrate. | Spurio (opera di Filostrato di Lemno o di suo figlio Flavio Filostrato; II-III secolo) |
| 80 | 69 | Ποδάγρα                                        | Tragodopodagra                         | La gotta                                            | Parodia della tragedia greca, sulla gotta. | Autentico                                                                              |
| 81 | 74 | Ὠκύπους                                        | Ocypus                                 | Ocypus                                              | Parodia della tragedia greca, imitazione della precedente. | Spurio (probabile opera di Acacio, amico di Libanio; nel qual caso, IV secolo)         |
| 82 | 85 | Ἐπιγράμματα                                    | Epigrammata                            | Epigrammi                                           | Nell'Antologia Palatina sono attribuiti a Luciano 52 epigrammi, a cui se ne aggiunge un altro, tramandato sia da Fozio sia da alcuni codici lucianei, a introduzione dell'intero corpus. In generale, gli studiosi sono piuttosto dubbiosi sulla paternità lucianea. | Spuri (alcuni attribuibili a Lucillio)                                                 |
| —  | 35 | Θεῶν Κρίσις                                    | Dearum iudicium                        | Il giudizio delle dèe                               | Dialogo sul giudizio di Paride (nella recensione β è incluso nei Dialoghi degli dei). | Autentico                                                                              |
| —  | 75 | Πρὸς Ἀριστείδην περὶ τῶν Ὀρχηστῶν              | De saltatoribus                        | Dei danzatori                                       | Orazione sui danzatori. | Spurio (di Libanio e finito nei codici per errore; nel qual caso, IV secolo)           |
| —  | 81 | Ἐπιστολαί                                      | Epistulae                              | Lettere                                             | Epistole attribuite a Luciano. | Spurie                                                                                 |
| —  | 86 | Τιμαρίων ἢ Περὶ τῶν κατ' αὐτὸν Παθημάτων       | Timarion                               | Timarione                                           | Dialogo in cui Timarione riferisce a Cidione un suo viaggio nell'Ade. Imitazione bizantina (come evidente dai personaggi citati) conservata nel codice Vaticanus 87 del XIV secolo. | Spurio (X-XI secolo)                                                                   |

Oltre alle opere a noi giunte è possibile che ve ne fosse almeno un'altra perduta: il Sostrato, menzionato da Luciano stesso nel Demonatte: come il precedente, anch'esso costituiva una biografia elogiativa di un altro filosofo cinico gradito a Luciano, Sostrato di Beozia.

## Edizioni
Edizioni critiche
- Lucianus, ex recensione Caroli Iacobitz, accedunt scholia auctiora et emendatiora, index et rerum et verborum, vol. 1, vol. 2, vol. 3, vol. 4, Lipsiae sumptum fecit C. F. Koehler, 1836-41.
- Luciani Samosatensis opera ex recensione Guilielmi Dindorfii, graece et latine cum indicibus, editio altera emendatior, Parisiis editoribus Firmin-Didot et sociis, Instituti francici typographis, 1884.
- Luciani Opera, (a cura di Matthew Donald Macleod), Oxford University Press, 1972-1987, 4 voll. (nuova editio princeps).

Traduzioni italiane
- Opere di Luciano voltate in italiano da Luigi Settembrini, vol. 1, vol. 2, vol. 3, Firenze, Felice Le Monnier, 1861-62.
  - Tutti gli scritti, traduzione di Luigi Settembrini, introduzione, note ed apparati di Diego Fusaro, collana Il pensiero occidentale, Bompiani, Milano, 2007.
- Dialoghi, a cura di Vincenzo Longo, UTET, Torino, 1976-1993, 3 voll. (testo greco con traduzione italiana a fronte).[20]